# Maskinfabrikken Norden
Maskinfabrikken Norden var en industrivirksomhed beliggende i Aalborg. 
Maskinfabrikken Norden var oprindeligt en cementfabrik i Portland-gruppen, og producerede cement fra 1898 til 1972. Fabrikken lå i den tid udenfor Aalborg by, og fabrikken har sat sit præg på landskabet vest får Aalborg, med sine store udgravninger efter kridt. Virksomheden havde eget havneanlæg i Aalborg og havde adresse på Mølholmsvej 2 i Aalborg.
I 1972 overgik "Norden" til at være en maskinfabrik, og blev senere en del af F.L. Smith - gruppen. I 1992 gik selskabet imidlertid konkurs, og virksomheden blev overtaget af et nyt selskab, der videreførte denne under navnet Maskinfabrikken Norden af 1992 A/S. Dette nye selskab gik imidlertid også konkurs få år senere i 1994. 
Efter den 2. konkurs blev dele af virksomheden videreført i to andre Aalborg firmaer: LG – montage og Nordflex Industries.